# 竇熾
竇 熾（とう し、507年 - 584年）は、中国の北魏末から隋初にかけての軍人。字は光成。本貫は扶風郡平陵県。

## 経歴
竇略の子として生まれた。成長するとひげが美しく、身長は八尺二寸あった。范陽の祁忻に『毛詩』と『春秋左氏伝』を学んだ。騎射を得意とし、膂力は常人を越えた。六鎮の乱が起こると、父に従って定州に避難したが、葛栄に捕らえられた。父の竇略は葛栄の官を受けず、冀州に抑留されたが、竇熾と兄の竇善は葛栄の軍に従った。528年、爾朱栄が葛栄を破ると、竇熾は一家を率いて并州におもむき、爾朱栄に従った。葛栄の別将の韓楼や郝長ら数万人が薊城に拠って下らなかったので、竇熾は都督となり、驃騎将軍の侯淵に従って韓楼らを討った。竇熾は手ずから韓楼を斬り、功績により揚烈将軍に任ぜられた。530年、員外散騎侍郎の位を受け、給事中に転じた。長広王元曄が即位すると、武厲将軍を加えられた。
532年、孝武帝が即位すると、柔然などの諸民族が使者を派遣してきたため、孝武帝は宴席を設けた。鴟が宮殿の前を鳴いて飛んでいたので、孝武帝は竇熾の弓射の腕をかってこれを射させることとし、竇熾は使者たちの前でみごと射落としてみせた。間もなく東南道行台の樊子鵠に従って爾朱仲遠を追撃すると、爾朱仲遠は梁に亡命した。梁の武帝が元樹を派遣して北魏に侵攻させると、元樹は譙城を攻め落とした。竇熾は樊子鵠の命を受けて騎兵を率いて元樹を撃破し、行唐県子に封ぜられた。間もなく直閤将軍・銀青光禄大夫の位を受け、華騮令を兼ね、爵位は上洛県伯に進んだ。534年、孝武帝と高歓の間が険悪となると、竇熾は孝武帝に重んじられて閤内大都督に任ぜられた。撫軍将軍に転じ、孝武帝に従って関中に入ることとなった。洛陽を脱出するにあたって、竇熾は兄の竇善とともに武衛将軍高金龍と千秋門で戦って撃破した。
535年、西魏が建てられると、真定県公の別封を受け、東豫州刺史に任ぜられ、衛将軍を加えられた。537年、宇文泰に従って竇泰を討ち、弘農や沙苑の戦いに参加して、いずれも功績を挙げた。538年、河橋の戦いで西魏軍が敗北すると、竇熾はわずか2騎を従えて東魏軍の追撃を受けたが、邙山に至って竇熾は馬を下り、山を背にして抗戦した。東魏軍の数は多く、三面を囲まれ、矢は雨と降りそそいだ。竇熾は弓を取り、東魏軍の射た矢を取っては射かえし、東魏軍の人馬に次々と命中させて射たおした。東魏軍は被害が大きくなってきたため、退いていった。竇熾はその緩みをついて包囲を突破し、脱出することができた。後に李弼に従って白額の稽胡を討ち、撃破すると、車騎将軍に任ぜられた。
543年、高仲密が北豫州で西魏に帰順すると、竇熾は宇文泰の下で高仲密を救援した。洛陽にいたって、東魏軍が邙山に陣を布いているのを前にすると、宇文泰は輜重を瀍曲に留めて、軽騎を率いて東魏軍を攻撃した。西魏軍の中軍と右軍が東魏軍を破り、東魏軍の歩兵をことごとく捕虜とした。竇熾はひとり石済まで追撃して帰還した。車騎大将軍・儀同三司・散騎常侍に転じた。547年、使持節・驃騎大将軍・開府儀同三司に進み、侍中を加えられた。涇州刺史として出向し、在任すること数年、清浄な政治で知られた。安武県公に改封され、大将軍に進んだ。552年、大都督・原州刺史に任ぜられた。竇熾は豪族を抑制し、自ら農地を巡察して民衆に農業や養蚕を勧めた。
554年、爵位は広武郡公に進んだ。柔然が広武に侵攻してくると、竇熾は趙貴とともに柔然を討った。柔然は北周軍がやってきたと聞くと、撤退をはじめた。竇熾は黄河を渡って麹伏川まで追うと、柔然軍と戦って撃破し、酋帥の郁久閭是発を斬り、生口数千人と雑畜数万頭を獲得した。560年、北周の柱国大将軍の位を受けた。明帝は竇熾が前朝の勲臣であることを重んじて、その邸を作らせようとした。竇熾はまだ天下が平定されておらず、労役を徴発することはよくないとして辞退したが、明帝は許さなかった。間もなく明帝が死去したため、沙汰やみとなった。
561年、鄧国公に進んだ。564年、大宗伯の位を受け、宇文護の下で北斉を討った。570年、宜州刺史として出向した。かつて宇文泰のときに渭水の北で狩猟をおこない、竇熾と宇文護がウサギ狩りの競争をしたことがあったが、竇熾が1日で17頭を獲たのに対して、宇文護は11頭しか獲られなかった。宇文護はこのときの恥を覚えていて、竇熾を嫌っていた。また竇熾が武帝の成人したことを理由に、宇文護に政権を返還するよう勧めたので、宇文護は竇熾を憎み、左遷したのであった。572年、宇文護が殺害されると、召還されて太傅となった。
竇熾は北周の元老として、名声と官位は高く、軍事や国政の議論にはいつも参加していた。病にかかると武帝が自ら邸を訪れて見舞い、金石の薬を賜った。武帝が北斉を討つにあたって、竇熾は年老いて従軍に耐えなかったので、次男の武当公竇恭を左二軍総管として従軍させた。北斉が平定された後、武帝は竇熾を召して相州の宮殿に観光させた。竇熾の位は上柱国に進んだ。
578年、雍州牧を兼ねた。宣帝が洛陽に東京を建てると、竇熾は京洛営作大監をつとめた。宮園の規格は、みな竇熾が取り決めた。579年、食邑を楽陵県に改められた。580年、楊堅が丞相となると、洛陽宮の建築が停止され、竇熾は長安に召還された。尉遅迥が相州で挙兵すると、竇熾は金墉城に入り、洛州刺史の元亨とともに洛陽を固く守った。尉遅迥の乱が平定されると、竇熾は長安に戻った。楊堅が相国となると、官僚たちはみな楊堅に帝位につくよう勧進したが、竇熾は累代の恩義を受けたとして、署名しなかった。
581年、隋が建国されると、太傅の位を受けた。584年8月、死去した。享年は78。本官に加えて、冀滄瀛趙衛貝魏洛八州諸軍事・冀州刺史の位を追贈された。諡は恭といった。

## 子女

### 子女
- 竇茂（後嗣）
- 竇恭（大将軍・西兗州総管・酇国公）
- 竇覧
- 竇深
- 竇嶷
- 竇誼
- 竇威
- 竇含生（趙王宇文招の妻）

### 従子
- 竇甝（兄の竇岳の子）
- 竇毅（兄の竇岳の子）
- 竇栄定（兄の竇善の子）

## 伝記資料
- 『周書』巻30 列伝第22
- 『北史』巻61 列伝第49